# 前进乡 (青川县)
前进乡，是中华人民共和国四川省广元市青川县曾经下辖的一个乡。2019年12月，撤销前进乡，将其所属行政区域划归乐安镇管辖。

## 行政区划
前进乡撤销前下辖以下地区：
古城村社区村、大坪村、康坝村、白家村、赵家村、垭口村、长庄村和沟坪村。